# Non, je n'ai rien oublié (album)
 (mars 2025).
Albums de Charles Aznavour
Désormais...
(1969) Idiote je t'aime...
(1972)
Singles
1. Non, je n'ai rien oublié / Mourir d'aimer
Sortie : 1971

Non, je n'ai rien oublié est le 24e album studio français du chanteur Charles Aznavour. Il est sorti en 1971.

## Composition
Cet album contient deux des classiques d'Aznavour : Non, je n'ai rien oublié et Mourir d'aimer, ce dernier basé sur un fait divers réel.
La photo qui se trouve sur la pochette de l'album est tirée du film Un beau monstre de Sergio Gobbi, sorti en 1970. 

## Liste des chansons de l'album original
| 1. | Non, je n'ai rien oublié |  | 6:30 |
| 2. | Un par un                |  | 2:38 |
| 3. | Ma vie, o va vie         |  | 4:38 |
| 4. | Comme les roses          |  | 3:04 |

| 5. | Mourir d'aimer                 |  | 3:58 |
| 6. | L'instant présent              |  | 3:55 |
| 7. | Partir                         |  | 3:10 |
| 8. | J'ai vécu                      |  | 2:31 |
| 9. | Je ne veux plus parler d'amour |  | 3:45 |

## Liste des chansons de la réédition CD de 1995
| No  | Titre                          | Durée |
| --- | ------------------------------ | ----- |
| 1.  | Non, je n'ai rien oublié (it)  |       |
| 2.  | Un par un                      |       |
| 3.  | Ma vie ô ma vie                |       |
| 4.  | Comme des roses                |       |
| 5.  | Mourir d'aimer                 |       |
| 6.  | L'instant présent              |       |
| 7.  | Partir                         |       |
| 8.  | J'ai vécu                      |       |
| 9.  | Je ne veux plus parler d'amour |       |
| 10. | Idiote je t'aime               |       |
| 11. | A ma femme                     |       |
| 12. | Ton nom                        |       |
| 13. | Les plaisirs démodés           |       |
| 14. | Comme ils disent               |       |
| 15. | L'indifférence                 |       |
| 16. | Je t'aime                      |       |
| 17. | On se réveillera               |       |
| 18. | Me voilà seul                  |       |